# Madan Saddle
Madan Saddle är ett bergspass i Antarktis. Det ligger i Sydshetlandsöarna. Argentina, Chile och Storbritannien gör anspråk på området. Madan Saddle ligger 1 133 meter över havet.
Terrängen runt Madan Saddle är mycket bergig. Havet är nära Madan Saddle västerut. Trakten är obefolkad. Det finns inga samhällen i närheten. 